# Stentjärnen (Bodsjö socken, Jämtland)
Stentjärnen är en sjö i Bräcke kommun i Jämtland och ingår i Ljungans huvudavrinningsområde.